# DF-ZF
DF-ZF — обозначение китайского экспериментального гиперзвукового военного беспилотного летательного аппарата (БЛА), которое ему присвоили военные в США. Ранее носил обозначение WU-14.
DF-ZF предназначен для доставки к цели ракет[прояснить] с гиперзвуковой скоростью.

## Описание
По данным "The Diplomat", гиперзвуковой БЛА DF-ZF может развивать скорость в диапазоне от 5 до 10 чисел Маха (то есть – от 6 173 до 12 359 км/ч). 
По данным Jane’s Defence Weekly и других источников, DF-ZF может использоваться для доставки к цели ядерного оружия, а также высокоточных неядерных средств поражения.
Благодаря гиперзвуковой скорости полёта DF-ZF практически невозможно перехватить с помощью обычных систем ПВО, использующих данные наземных и морских РЛС и спутниковой разведки.. 
По сравнению с обычными баллистическими ракетами, у гиперзвукового летательного аппарата есть важное преимущество: если боеголовка ракеты движется в космосе и верхних слоях атмосферы с большой скоростью, но по хорошо предсказуемой траектории (что облегчает её перехват средствами противоракетной обороны), то использование аэродинамических сил гиперзвуковым аппаратом делает его более маневренным, а перехват системами ПРО — крайне маловероятным.
По данным некоторых источников, одним из недостатков нового БЛА является то, что при его разработке слабо использовалось компьютерное проектирование (при этом, в 2016 г. китайские суперкомпьютеры вошли в группу самых быстрых, несмотря на этот возможный недостаток, программа разработки БЛА продолжалась и к 2016 г. было выполнено 7 запусков – все успешные.
В конце 1980-х несколько стран занялись разработкой средств противоракетной обороны, предназначенных для защиты от баллистических ракет. Но гиперзвуковой самолёт мог двигаться по совершенно другой траектории – после запуска (по баллистической траектории) он входит в атмосферу, и за счёт аэродинамической подъёмной силы изменяет направление движения на близкое к горизонтальному. Движение с огромной скоростью практически параллельно поверхности Земли на большой высоте сокращает интервал времени для обнаружения ЛА, его первой атаки, и повторных атак (если первые оказались неудачны). Также, использование запаса кинетической энергии при большой скорости входа в атмосферу и аэродинамических сил может позволить значительно увеличить дальность полёта/.
После запуска гиперзвуковой БЛА движется по баллистической траектории и затем, войдя в верхние слои атмосферы, – примерно параллельно поверхности Земли. Это делает общий путь до цели короче, чем у обычной баллистической ракеты. В результате, несмотря на снижение скорости из-за сопротивления воздуха, гиперзвуковой БЛА может долететь до цели быстрее, чем обычная боеголовка МБР. При этом высота полёта слишком мала, чтобы перехватить БЛА с помощью заатмосферных (космических) средств поражения. 
Недостатком является снижение скорости и высоты полёта перед целью, что может облегчить перехват наземными средствами ПВО (такими, как Спринт (США), её аналогами; и советской ракетой 53Т6). 

Другими возможными средствами защиты могут стать оружие направленной энергии, лазерное оружие и электромагнитная пушка.
Для запуска гиперзвуковых БЛА, схожих с WU-14, в КНР могут использоваться разные баллистические ракеты – например, ракета средней дальности Дунфэн-21 (при этом дальность возрастёт с 2 до 3 тыс. км) и межконтинентальная баллистическая ракета Дунфэн-31 (при этом дальность возрастёт с 8 до 12 тыс. км). 
Часть специалистов считает, что DF-ZF в первую очередь будет использоваться для уничтожения тактических целей на небольшой дальности – так как этот БЛА способен эффективно поражать подвижные цели, что труднее сделать с помощью обычных баллистических ракет. Затем, подобные БЛА могут использоваться для ударов по стратегическим объектам (США и других стран) – т. к. обычные системы ПВО вряд ли смогут перехватить  быстролетящую (5 М) и маневрирующую цель, а скорость входа этого БЛА в атмосферу вдвое выше (10 М). Поэтому для защиты от таких самолётов рекомендуется проводить разработки лазерного и других подобных средств ПВО.

## Испытания
Этот гиперзвуковой БЛА успешно испытывался в полёте 7 раз (9 января, 7 августа и 2 декабря 2014 г.; 7 июня и 23 ноября 2015 г.; а также в апреле 2016 г.. 
Для всех запусков использовался космодром Тайюань в провинции Шаньси; это основной космодром, используемый КНР для испытательных запусков военных ракет большой дальности, стоящих на вооружении и разрабатываемых для НОАК.
Министерство обороны КНР подтвердило факт проведения лётных испытаний в 2014 г., при этом декларировав, что они проводились «с научными целями» (хотя имелись явные признаки военного назначения БЛА). 
Все семь запусков были признаны успешными и американскими должностными лицами (согласно Washington Free Beacon). 